# جريس سماوي
جريس سماوي (22 ديسمبر 1956 - 10 مارس 2021) شاعر وأديب وأعلامي ومثقف أردني، هاجر مبكرا إلى الولايات المتحدة مع عائلته، درس الأدب الإنجليزي والفلسفة وفن الأتصالات الأعلامية، ثم عاد إلى الأردن وعمل في التلفزيون الأردني حيث قدم برنامج جوردانيسك Jordanisque على القنال الأجنبي ثم قدم برامج أخرى على القنال العام مثل ذاكرة المكان وايماءات وفارس الحلقة وغيرها. عمل بعد ذلك مديراً عاماً لمهرجان جرش للثقافة والفنون حتى عام 2006 حيث استقال ليتفرغ لوظيفته الجديدة كأمين عام لوزارة الثقافة الأردنية، يجيد الرسم وله كتاب هو عبارة عن مجموعة شعرية بعنوان«زلة أخرى للحكمة» وقد ترجمت قصائده إلى الأنجليزية والفرنسية والأسبانية والأيطالية والرومانية والتركية. وقد أصدرت له مؤخرا جامعة كوستاريكا ترجمة بالأسبانية لمجموعة من قصائده صدرت في كوستاريكا كما أصدرت جامعة أسطنبول مجموعة من أشعاره مترجمة إلى التركية. كتب عددا من المسرحيات الغنائية. وقد نشر وما زال في العديد من الصحف والمجلات الأردنية والعربية وشارك في كثير من المهرجانات العالمية. ويكتب أيضا أشعاره بالأنجليزية أضافة إلى العربية.

## وزيرًا للثقافة
تم تعيينه وزيرًا للثقافة في الأردن عام 2011 في الثلاثين من رجب سنة 1432 هجرية، الموافق الثاني من تموز سنة 2011 ميلادية" ضمن حكومة معروف البخيت.
حصل على وسام مئوية الدولة، المقدّم من الملك عبد الله الأول بن الحسين في احتفال عيد الاستقلال بتاريخ 25 أيار\مايو 2021.